# دائرة مغنية
دائرة مغنية إحدى دوائر ولاية تلمسان عاصمتها مغنية.

## بلديات دائرة مغنية
تتكون دائرة مغنية من بلديات:
- مغنية
- حمام بوغرارة